# 榮縣二佛
榮縣二佛位於四川省自貢市榮縣，文物遺址年代判定為唐。2012年7月16日公佈為第八批四川省文物保護單位。
榮縣二佛位於四川省自貢市榮縣金碧崖南端第7龕，坐西南向東北，鑿刻于唐代。龕呈平頂方形，高8.5米，寬7.3米。龕內主像為彌勒坐佛，通高5.8米，寬2.6米，其頭飾螺髻，左手持摩尼珠，赤足踏蓮，端坐于金剛座上。佛像有背光，淺浮雕有十二尊結跏趺坐化佛像。榮縣二佛對研究唐宋時期佛教在西南地區的發展及石刻造像藝術水平等方面提供了重要的實物資料。1985年，榮縣二佛被自貢市人民政府公佈為市級文物保護單位。